# Peter A. Schauer

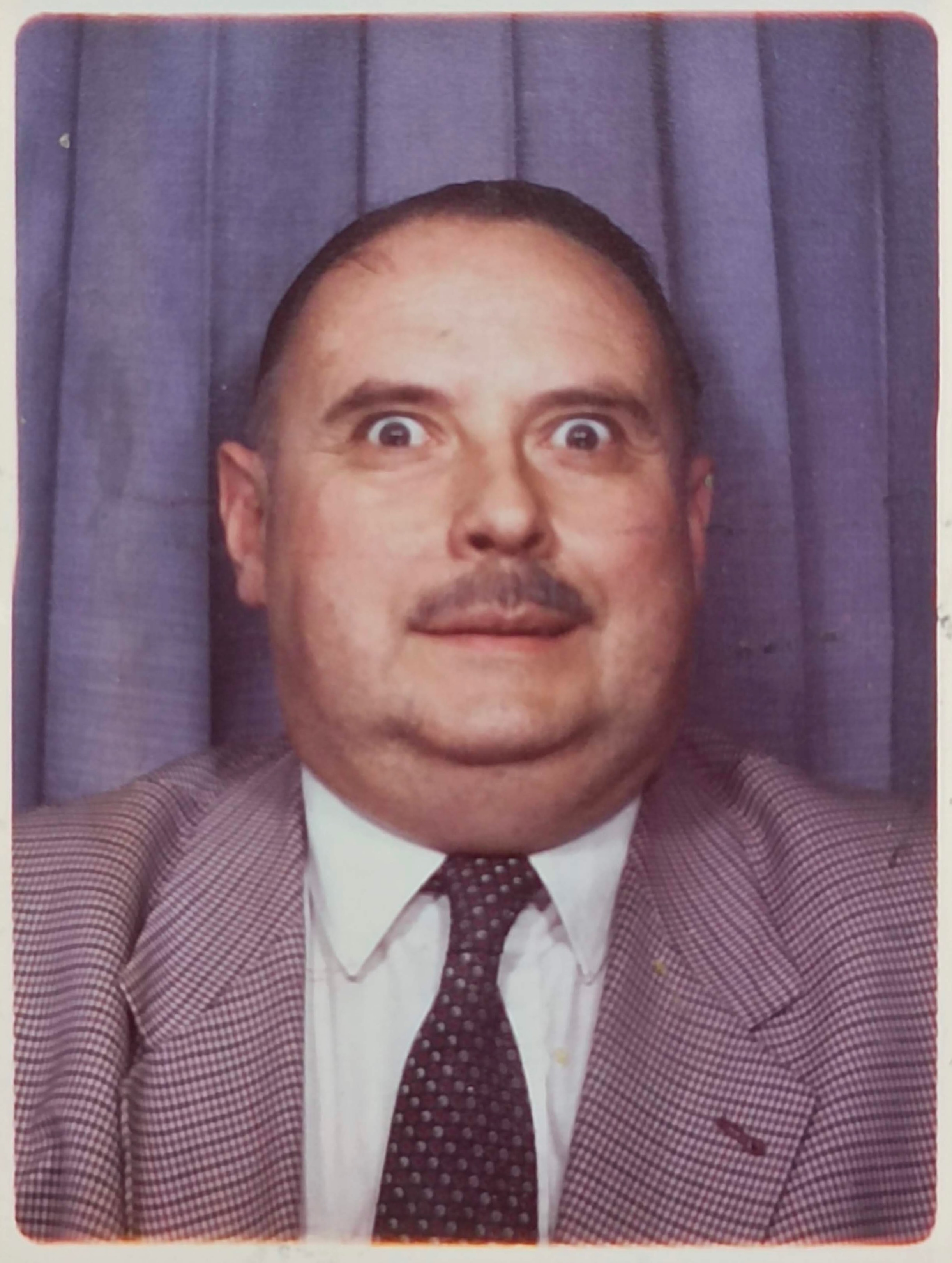
Peter A. Schauer (in den 1990er Jahren)

Peter A. Schauer (* 27. November 1930 in Wien als Peter August Schauer; † 22. September 2018 ebenda) war Filmsammler und langjähriger Präsident des österreichischen Filmarchivar-Verbandes.

## Leben

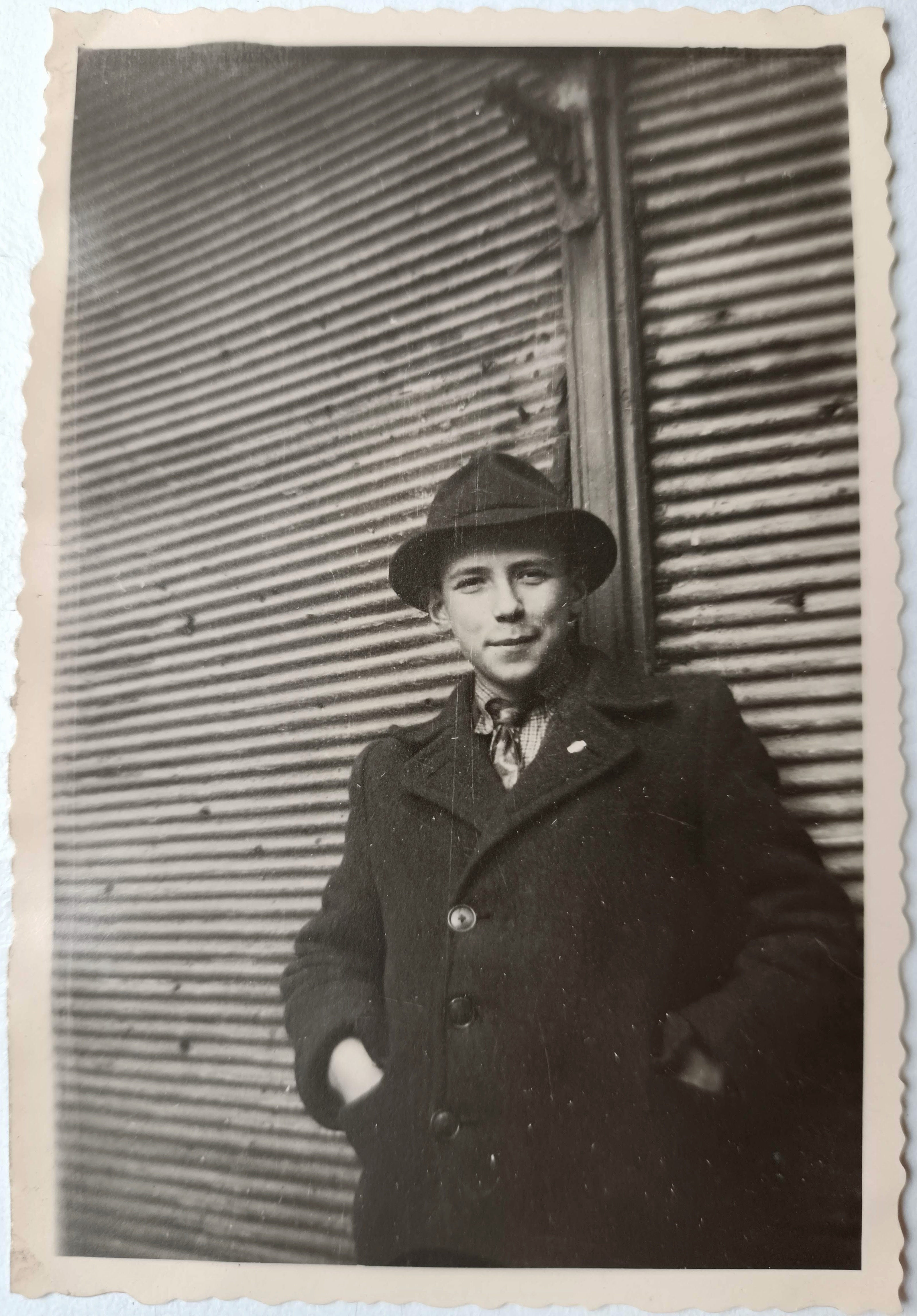
Peter A. Schauer um 1946 in Wien

Peter A. Schauer wurde am 27. November 1930 in Wien geboren und ist im 2. Wiener Gemeindebezirk aufgewachsen. 1945 begann er für die Filmabteilung der Alliierten zu arbeiten und war zunächst bei der britischen und später bei der US-amerikanischen Abteilung beschäftigt. 1946 wurde er Mitarbeiter bei der Gesellschaft der Filmfreunde Österreichs und kam 1948 an die neu errichtete Österreichische Kinemathek, für die er bis 1956 tätig war. Schauer war mit dem Filmemacher Franz Rossak befreundet und half 1953 bei Realisierung des Kurzfilms Kleine Stadt in Österreich mit, der nur als Fragment erhalten geblieben ist. 1966 war Schauer an der Vorbereitung des ersten privaten Fernsehsenders in Österreich beteiligt, der ab März 1967 unter dem Namen FACTS (First Austrian Commercial Television Service) für kurze Zeit kabelgebundenes Fernsehen ins Hotel Hilton lieferte. Aufgrund seiner Sammler- und Verleihtätigkeiten kam Schauer mit dem rigiden „Gesetz gegen Schmutz und Schund“ in Konflikt, das in Österreich 1950 zur „Bekämpfung unzüchtiger Veröffentlichungen“ und zum „Schutz […] gegen sittliche Gefährdung“ erlassen worden war. Im Jänner 1968 wurde im Wiener Landesgericht ein sogenannter „Porno-Prozeß“ gegen Hersteller und Verleiher von einschlägigen Schmalfilmen geführt, bei dem auch Peter A. Schauer angeklagt war.

## Werk

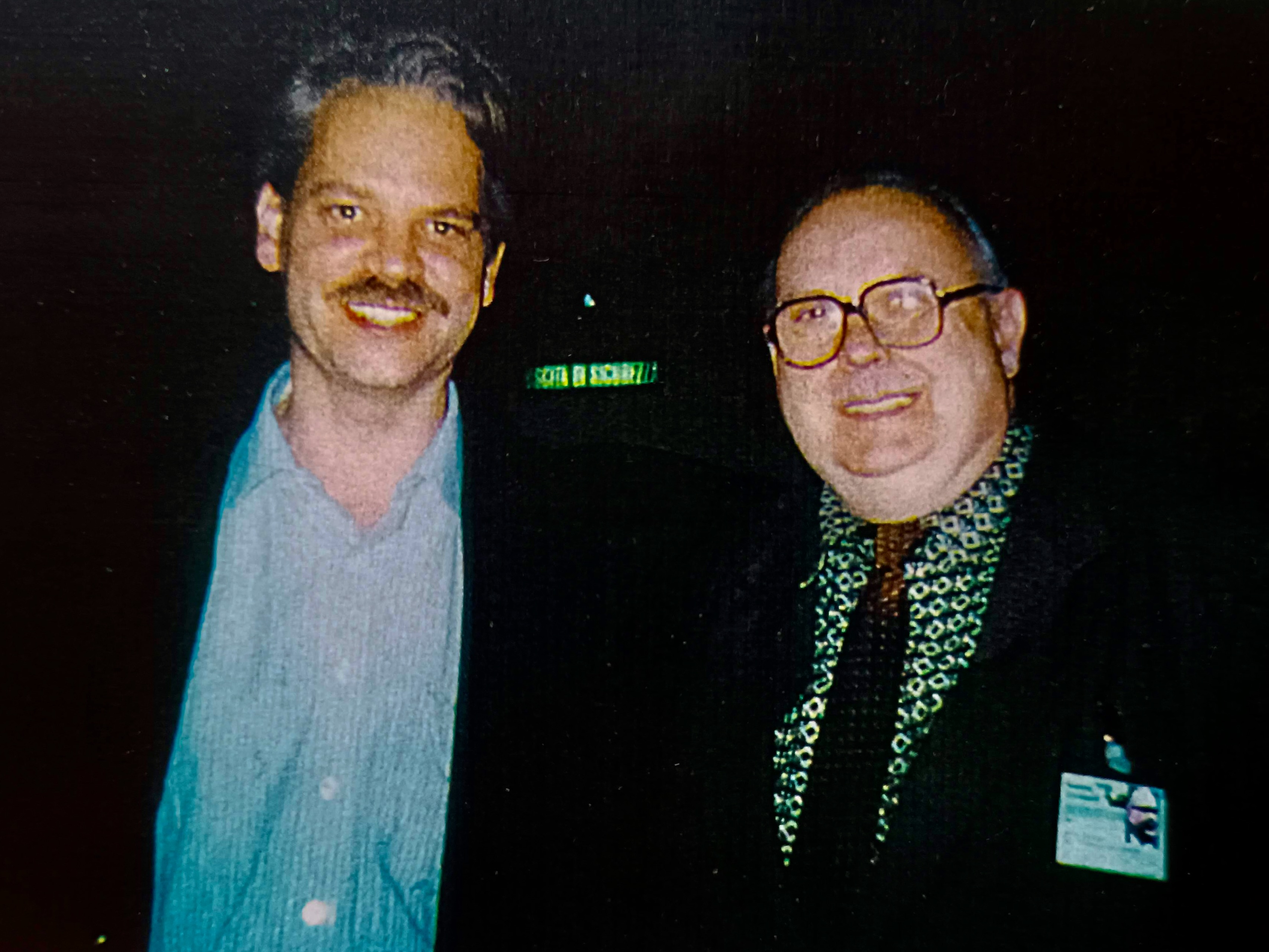
Peter A. Schauer (re.) mit dem Filmhistoriker Charles Musser (li.)

Peter A. Schauers archivarische Tätigkeit und seine Pamphlete und Broschüren haben dazu beigetragen, verloren geglaubte Filme wieder zu entdecken. Seine Sammlungen und Materialien haben die filmhistorische Forschung zum Arbeiterkino befördert und seine Erinnerungen das Wissen um die Geschichte des österreichischen Films erweitert. Darüber hinaus haben seine eigenwilligen Zugänge mitunter zur Legendenbildung beigetragen. Schauer war in der Filmtausch- und Archivarszene aktiv und nahm regelmäßig an Sammlertreffen und Tauschbörsen teil.

## Nachlass

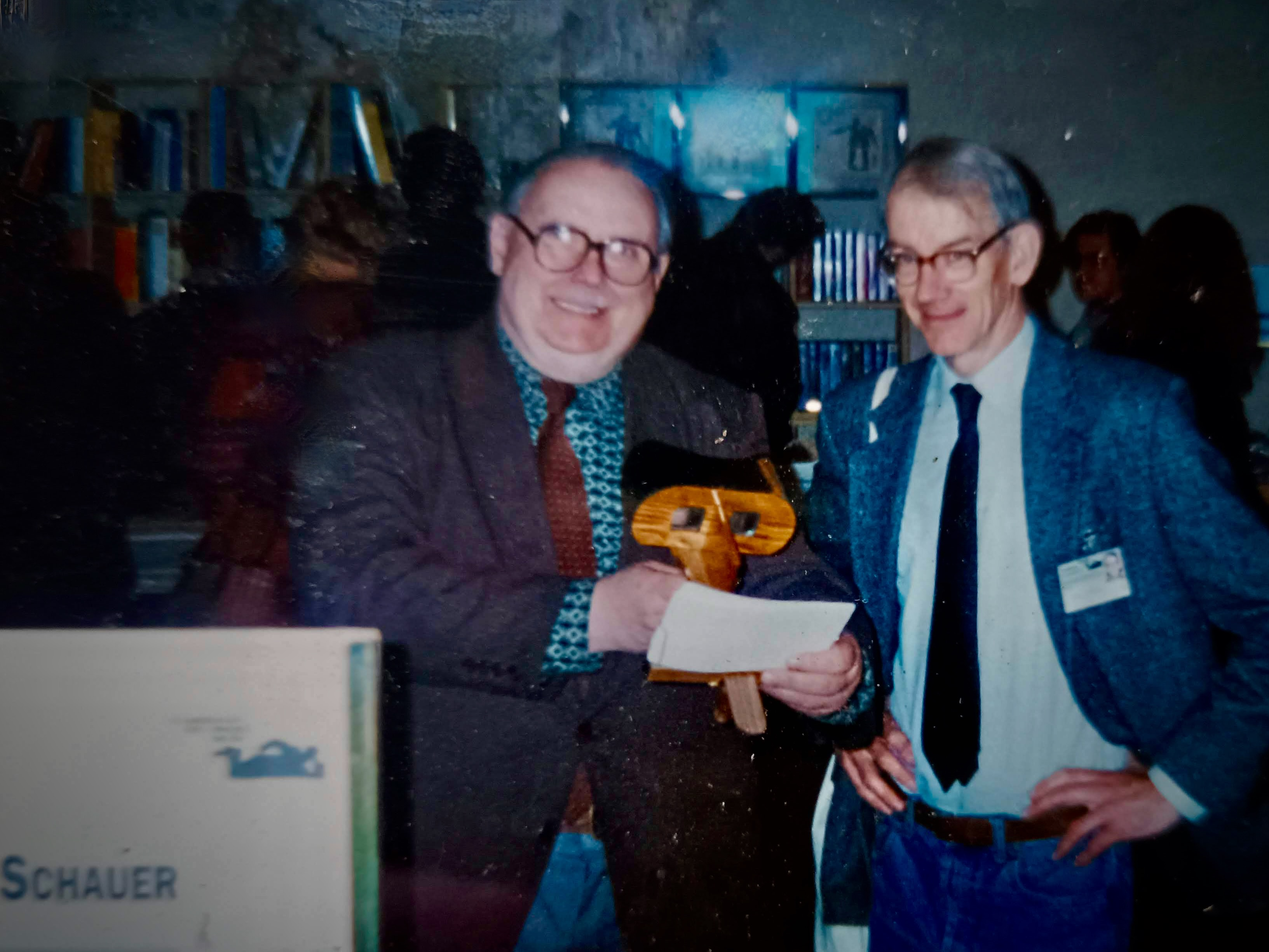
Peter A. Schauer (li.) und der Filmhistoriker und -konservator Kevin Brownlow (re.)

Nach dem Tod Peter A. Schauers wurde sein Nachlass dem Österreichischen Filmmuseum übergeben. Schauers Nachlass umfasst Filme in unterschiedlichen Formaten, filmtechnische Geräte, Dokumente, Schriftgut, Bücher, Broschüren und Zeitschriften. Art und Umfang der Schauerschen Bestände bilden seine unkonventionelle Sammlungstätigkeit in vielen Facetten ab. Die Erschließung des Nachlasses hat die Erstellung eines ersten umfassenden Werkverzeichnisses ermöglicht, das mehr als 60 von Peter A. Schauer selbst angefertigte und vielfach im Eigenverlag herausgegebene Broschüren umfasst. Schauers Broschüren handeln von bekannten und wenig bekannten Schauspielern (etwa von Hans Moser bis zu seinem geliebten Western-Helden Tom Mix), von der Frühgeschichte des Films, vom Arbeiterkino und von Zeichentrickfilmen, von Filmzensur und dem Wilhelm Reich Bund ebenso wie von den Beiträgen jüdischer Künstler zum österreichischen Film. Der Nachlass von Peter A. Schauer ist ein Stück „Gegengeschichte“ der filmischen und filmbezogenen Arbeit im Wien des 20. Jahrhunderts.

## Filmauftritt
- Peter A. Schauer spielt sich selbst in Bellaria – Solange wir leben! (A 2001).

## Schriften (Auswahl)
- Mit Peter Kranzpiller: Tom Mix. Eppe Verlag, Aulendorf 1995, ISBN 3-89089-676-6
- Mit Peter Kranzpiller: Al „Fuzzy“ St. John. Verlag für Filmliteratur, Vogt 1998. ISBN 3-89089-688-X
- Österreich ist nicht Amerika. Einige persönliche Fernseherinnerungen. In: Medien & Zeit. Kommunikation in Geschichte und Gegenwart. Nr. 2/99.
- Mit Peter Kranzpiller: Harry Piel. Verlag für Filmliteratur, Vogt 2001.
- Mit Peter Kranzpiller: Eddi Polo. Verlag für Filmliteratur, Vogt 2008.